# Manuela de los Herreros Sorà
Manuela de los Herreros Sorà (Palma, 10 de juny de 1845 - Palma, 29 d'abril de 1911) fou una escriptora i administradora mallorquina.

## Biografia
Manuela de los Herreros i Sorà nasqué a Palma el 10 de juny de 1845, en una família amb un alt nivell cultural, fet que li obriria les portes d'una educació a la qual molt poques dones de la seva època podien accedir. El seu pare, Francesc Manuel de los Herreros, fou director de l'Institut Balear, una institució que tingué un pes importantíssim en la renovació pedagògica de les Illes Balears, i un dels seus oncles materns en fou catedràtic. Emparentada amb figures vinculades al món de la cultura, des de ben petita mostrà un gran interès per la lectura, que la feu destacar entre les alumnes de les escoles de Bernat Homar i Alexandre Perelló, on estudià. De la mateixa manera destacà, més endavant, pel seu coneixement de l'anglès, el francès, l'italià i l'alemany, a banda del català (la seva llengua materna).
Abans de casar-se, en una època en què va dur una intensa activitat com a escriptora, era habitual veure-la a l'Ateneu Balear (que s'acabava d'obrir a les dones) però arran del seu matrimoni amb Enric Bonet i Ferrer, el 1872, i dels catorze fills i filles que tingueren, minvà la seva dedicació a aquest àmbit. Durant els anys de més implicació amb el món literari escriví en prosa i en vers obres de temàtica costumista, formà part de les redaccions de diverses publicacions mallorquines com La Dulzaina, Revista Balear de Literatura, Ciencias y Artes, el calendari El Sarracossano -molt popular a Mallorca-, El isleño, El Diario de Palma, La Roqueta, Gazeta de Mallorca, Ca-Nostra, Mallorca Dominical o El Áncora; i Lo Gay Saber, El Calendari Català o La Ilustració Catalana, de Barcelona. Com a autora dramàtica, la seva obra s'emmarca plenament en el teatre costumista, amb peces com Un dia de matances (1866). Escriví en el català dialectal de Mallorca i no compartí els esforços per la unificació de la llengua.
Tingué bones relacions amb els escriptors catalans més rellevants de la Renaixença, tot i que sempre mantingué la voluntat de no formar part dels certàmens ni dels Jocs Florals i de no reunir tota la seva producció literària en un volum.
Manuela de los Herreros enviudà el 1899 i quatre anys després, el 1903, morí el seu pare que, a més de director de l'Institut Balear, havia estat president de la Societat Econòmica d'Amics del País, i col·laborador literari i administrador de l'Arxiduc Lluís Salvador d'Àustria. Després de la seva mort ella continuà la tasca que aquest realitzava i ocupà el càrrec d'administradora de l'Arxiduc.
Morí el 29 d'abril de 1911 a Palma, ciutat de la qual seria anomenada filla il·lustre el desembre de 1915 i que li ha dedicat un carrer. La seva obra s'edità aplegada en el volum Obra literaria dispersa (1978).

## Obra
- de los HERREROS, María Manuela. Obra literaria dispersa (Palma: Caja de Ahorros de las Baleares, 1978). Introducció de Guillem Cabrer; investigació i notes bibliogràfiques de Llorenç Pérez.